# Mendiants et Orgueilleux (film, 1972)
Pour les articles homonymes, voir Mendiants et Orgueilleux.
Pour plus de détails, voir Fiche technique et Distribution.
Mendiants et Orgueilleux est un film franco-tunisien de Jacques Poitrenaud, sorti en 1972.

## Synopsis
Hadjis, professeur de philosophie trentenaire, a mis en application ses concepts spirituels en délaissant l'Europe pour venir s'installer dans un quartier populaire de Tunis et y vivre dans le dénuement. Avec deux adeptes de sa philosophie, un étudiant en médecine et un poète, ils forment un sage cénacle très soudé. Malheureusement, alors qu'il se trouve un jour sous l'effet du manque de haschich, Hadjis étrangle une prostituée. La police confie l'enquête à un officier qui ne tarde pas à retrouver la piste du criminel. Mais, converti par les trois amis à leur philosophie, il met fin à son enquête et quitte la police pour se joindre à eux.

## Fiche technique
- Titre original : Mendiants et Orgueilleux
- Réalisation : Jacques Poitrenaud
- Scénario : Jacques Poitrenaud, Georges Moustaki et Albert Cossery d'après son roman, Mendiants et Orgueilleux (éditions Julliard, 1955[1])
- Photographie : Jean-Marc Ripert
- Musique : Georges Moustaki
- Photographe de plateau : Pierre Zucca
- Production : Jacques Poitrenaud[2]
- Sociétés de production : Isabelle Films (France), SATPEC
- Sociétés de distribution : Isabelle Films (France), Fémina Distribution (France)
- Pays d’origine :  France,  Tunisie
- Langue originale : français
- Format : 35 mm — couleur (Eastmancolor) — 1.66:1 — son monophonique
- Genre : drame
- Durée : 91 minutes
- Date de sortie :  5 avril 1972
- Classification CNC : interdit aux -12 ans (visa d'exploitation no 38874 délivré le 24 mars 1972)

## Distribution
- Georges Moustaki : Hadjis
- Gabriele Ferzetti
- Gérard Falconetti
- Nadia Samir : la prostituée

## Production

### Tournage
- Tunisie[2].

### Chanson du film
- Mendiants et Orgueilleux, paroles, musique et interprétation par Georges Moustaki[3].

## Autour du film
Une seconde adaptation cinématographique du roman a été faite par la réalisatrice égyptienne Asmaa El-Bakri avec le film Mendiants et Orgueilleux (شحاتين ونبلاء, Shahatin Wa Nubalaa) sorti en 1991.